# Пестовски рејон
Пестовски рејон (рус. Пестовский район) административно-територијална је јединица другог нивоа и општински рејон на крајњем источном делу Новгородске области, на северозападу европског дела Руске Федерације.
Административни центар рејона је град Пестово. Према проценама националне статистичке службе Русије за 2014, на територији рејона је живело 21.393 становника или у просеку око 10,28 ст/км².

## Географија
Пестовски рејон смештен је на крајњем истоку Новгородске области. Обухвата територију површине 2.110,44 km² и по том параметру налази се на 15. месту међу 21 рејоном у области. Граничи се са Мошенским рејоном на западу и Хвојњанским рејоном на северозападу. На истоку је територија Вологодске области, док су на југу Сандовски и Лесновски рејон Тверске области.
Рејон се налази на подручју моренског Валдајског побрђа, а његовом хидрографијом доминира река Молога са својим притокама од којих су најзаначјније Меглинка, Кирва и Кат. У југозападном делу рејона, на граници са Мошенским рејоном налази се језеро Меглино.
Значајни делови рејонске територије су под густим шумама.

## Историја
Пестовски рејон успостављен је у августу 1927. као административна јединица унутар тадашњег череповечког округа Лењинградске области. У границама Новгородске области је од њеног оснивања 1944. године.

## Демографија и административна подела
Према подацима пописа становништва из 2010. на територији рејона је живело укупно 21.676 становника, док је према процени из 2014. ту живело 21.393 становника, или у просеку 10,28 ст/км². По броју становника Пестовски рејон се налази на 7. месту у области.
| 1959. | 1970. | 1979. | 1989.  | 2002.  | 2010.  | 2014.   |
| ----- | ----- | ----- | ------ | ------ | ------ | ------- |
| ---   | ---   | ---   | 25.331 | 23.931 | 21.676 | 21.393* |

Напомена: * Према процени националне статистичке службе.
На подручју рејона постоје укупно 204 сеоска насеља подељених на укупно 7 другостепених сеоских и једну урбану општину. Административни центар рејона је град Пестово који је уједно и једино насеље урбаног типа. Око 75% од укупне рејонске популације живи у Пестову.